# Autobusna linija br. 225 u Zagrebu
Linija 225 (Sesvete – Resnik – Kozari bok) dnevna je autobusna linija u Zagrebu.
Prometuje svaki dan na trasi: Sesvete (Ninska ulica) – Zagrebačka ulica – ul. Dubrava – Čulinečka cesta – Ulica 2. gardijske brigade "Gromovi" – I. Čulinec – Čulinečka cesta – I. Resnički gaj – II. Resnički gaj – Čulinečka cesta – II. Resnik – I. Resnik – okretište Resnik – I. Resnik – II. Resnik – Čulinečka cesta – servisno-industrijska cesta – Kozari bok (Slavnonska avenija)
Povezuje Sesvete, Dubravu i Čulinec s Resnikom i poslovno-industrijskim zonama na Žitnjaku.

## Vanjske poveznice
- Vozni red linije 225

1. ↑  Datoteke u GTFS formatu. zet.hr. Pristupljeno 5. lipnja 2025. - Sadrži informacije tijela javne vlasti u skladu s Otvorenom dozvolom